# Tournoi de tennis de Gstaad
Ne doit pas être confondu avec Tournoi de tennis de Suisse.
Le tournoi de Gstaad, également connu sous l’appellation Swiss Open Gstaad, est un tournoi international de tennis masculin classé ATP 250 se disputant à Gstaad sur terre battue en juillet.
Depuis 1915, année de la première édition, les grands noms du tennis mondial se sont succédé sur la terre battue de Gstaad. L’Australien Roy Emerson est à ce jour le joueur le plus titré avec ses 5 victoires.
L'Open de Gstaad a été le premier tournoi professionnel disputé par Roger Federer, en juillet 1998. Le Suisse a inscrit son nom au palmarès du tournoi en 2004.
Une édition féminine y a également été organisée en 1964, remportée par Margaret Court. Plusieurs éditions du tournoi de Suisse (ou Swiss Open Championships) se sont déroulées à Gstaad entre 1966 et 1980.
Un tournoi féminin est à nouveau organisé à Gstaad depuis 2016. Il prend fin en 2019, remplacé par le tournoi de Lausanne.

## Palmarès dames

### Simple
- 1915  Mlle "Conte" d.  Miss Harris 5-7 6-5 ab
- 1917  Germaine Golding d.  Madeleine de Prelle de la Nieppe 6-0 6-0
- 1919  Germaine Golding d.  Renée de Morsier 7-5 6-2
- 1923  Mme Monk
- 1924  Madeleine de Prelle de la Nieppe d.  Germaine Golding 6-4 6-0
- 1925  Mme de Prelle
- 1926  Mme Mendès de Léon
- 1927  Emmy Schaublin d.  Mrs O'Neill 6-1 9-7
- 1928  Germaine Golding d.  Emmy Schaublin 6-4 6-4
- 1929  Lolette Payot d.  Germaine Golding walkover
- 1930  Mrs O'Neill
- 1931  Mme Kornfeld d.  Mlle A. Clerc 6-0 6-2
- 1932 (Jul)  Mme Jacky d.  Miss Weekes 6-1 6-0
- 1932 (Aoû)  Mlle Voegelin d.  Giuliana Grioni 3-6 6-4 7-5
- 1933 (Jul)  Mme Jacky d.  Mme Merker 6-3 6-4
- 1933 (Aoû)  Pittmann d.  Mme Garcia 6-3 2-6 6-4
- 1934 (Jul)  Mme Stalder d.  Mme Jacky 6-1 6-2
- 1934 (Aoû)  Mme Chabloz d.  Mme Casamayor 0-6 8-6 6-4
- 1936  Ilse Weihermann Friedleben d.  Lucette Caron Culbert 6-4 6-3
- 1937  Simonne Mathieu d.  Arlette Halff 6-2 6-4
- 1938  Mme Koch
- 1939  Magda Baumgarten d.  Arlette Halff 6-4 3-6 6-1
- 1940  Edith Sutz d.  Luzia Studer 3-6 7-5 6-1
- 1941  Mme Weiss d.  Mme Jacky in 3 sets.
- 1942  Steffi Chapuis d.  Frl van Lennep 6-4 6-2
- 1943  Pierette Dubois
- 1944  Edith Sutz d.  Mlle Halneschin ??
- 1945  Steffi Chapuis
- 1946  Dodo Bundy d.  Helena Straubeova 6-4 6-1
- 1947  Myriam De Borman d.  Mme Beck 2-6 6-3 6-3
- 1948 Annulé en raison de la pluie
- 1949  Sheila Piercey Summers d.  Joan Curry 6-3 6-3
- 1950  Betty Rosenquest
- 1951  Nancye Wynne Bolton d.  Violette Rigollet 6-3 6-3
- 1952  Dorothy Head d.  Erika Obst Vollmer 6-2 0-6 6-2
- 1953  Maria Teran de Weiss d.  Joan Curry 10-8 6-2
- 1954  Violette Rigollet von Alvensleben d.  Pat Ward 6-1 6-3
- 1955  Hazel Redick Smith d.  Ruth Nathan Kaufmann 1-6 6-1 6-4
- 1956  Heather Nicholls-Brewer d.  Nicla Artigiani Migliori 6-3 6-1
- 1957  Heather Nicholls-Brewer d.  Sandra Reynolds 2-6 7-5 6-4
- 1958  Lorraine Coghlan d.  Yola Ramirez 3-6 6-2 6-0
- 1959  Yola Ramirez d.  Mary Carter Reitano 7-5 6-1
- 1960  Maria Bueno d.  Sandra Reynolds 6-2 6-3
- 1961  Sandra Reynolds d.  Yola Ramirez 7-5 6-3
- 1962  Sandra Reynolds Price d.  Lesley Turner 7-9 6-4 8-6
- 1963  Robyn Ebbern d.  Lesley Turner 6-3 6-4

| No                                                                  | Date       | Nom et lieu du tournoi                               | Catégorie | Dotation  | Surface      | Vainqueure        | Finaliste       | Score         |         |
| ------------------------------------------------------------------- | ---------- | ---------------------------------------------------- | --------- | --------- | ------------ | ----------------- | --------------- | ------------- | ------- |
| 1                                                                   | 13-07-1964 | Gstaad International, Gstaad                         |           | NC        | Terre (ext.) | Margaret Smith    | Lesley Turner   | 6-4, 6-2      | Tableau |
| Organisé en tant que Tournoi de tennis de Suisse entre 1966 et 1980 |            |                                                      |           |           |              |                   |                 |               |         |
| Pas de tournoi féminin entre 1981 et 2015                           |            |                                                      |           |           |              |                   |                 |               |         |
| 2                                                                   | 11-07-2016 | Ladies Championship Gstaad, Gstaad                   | Intern'l  | 226 750 $ | Terre (ext.) | Viktorija Golubic | Kiki Bertens    | 4-6, 6-3, 6-4 | Tableau |
| 3                                                                   | 17-07-2017 | Ladies Championship Gstaad, Gstaad                   | Intern'l  | 226 750 $ | Terre (ext.) | Kiki Bertens      | Anett Kontaveit | 6-4, 3-6, 6-1 | Tableau |
| 3                                                                   | 16-07-2018 | Ladies Championship Gstaad by iXion Services, Gstaad | Intern'l  | 226 750 $ | Terre (ext.) | Alizé Cornet      | Mandy Minella   | 6-4, 7-66     | Tableau |

### Double
| No                                                                  | Date       | Nom et lieu du tournoi                              | Catégorie | Dotation  | Surface      | Vainqueures                     | Finalistes                         | Score             |         |
| ------------------------------------------------------------------- | ---------- | --------------------------------------------------- | --------- | --------- | ------------ | ------------------------------- | ---------------------------------- | ----------------- | ------- |
| 1                                                                   | 13-07-1964 | Gstaad International Gstaad                         |           | NC        | Terre (ext.) | Margaret Smith Lesley Turner    | Roberta Beltrame Annette Van Zyl   | 6-4, 6-1          | Tableau |
| Organisé en tant que Tournoi de tennis de Suisse entre 1966 et 1980 |            |                                                     |           |           |              |                                 |                                    |                   |         |
| Pas de tournoi féminin entre 1981 et 2015                           |            |                                                     |           |           |              |                                 |                                    |                   |         |
| 2                                                                   | 11-07-2016 | Ladies Championship Gstaad Gstaad                   | Intern'l  | 226 750 $ | Terre (ext.) | Lara Arruabarrena Xenia Knoll   | Annika Beck Evgeniya Rodina        | 6-1, 3-6, 10-8    | Tableau |
| 3                                                                   | 17-07-2017 | Ladies Championship Gstaad by iXion Services Gstaad | Intern'l  | 226 750 $ | Terre (ext.) | Kiki Bertens Johanna Larsson    | Viktorija Golubic Nina Stojanović  | 7-64, 4-6, [10-7] | Tableau |
| 4                                                                   | 16-07-2018 | Ladies Championship Gstaad by iXion Services Gstaad | Intern'l  | 226 750 $ | Terre (ext.) | Alexa Guarachi Desirae Krawczyk | Lara Arruabarrena Timea Bacsinszky | 4-6, 6-4, [10-6]  | Tableau |

## Palmarès messieurs

### Simple
- 1915  Victor de Coubasch
- 1931  Hector Fisher
- 1933  Hector Fisher
- 1937  Boris Maneff
- 1938  Boris Maneff
- 1939  Boris Maneff
- 1940  Hans Pfaff
- 1941  Jost Spitzer
- 1942  Hans Pfaff
- 1943  Jost Spitzer
- 1944  Boris Maneff
- 1945  Boris Maneff
- 1946  Vladimír Černík
- 1947  Rolando Del Bello
- 1949  Earl Cochell
- 1950  Vladimír Černík
- 1951  William Seymour
- 1952  Herbert Flam
- 1953  Wladyslaw Skonecki
- 1954  Lew Hoad
- 1955  Arthur Larsen
- 1956  Jaroslav Drobny
- 1957  Budge Patty
- 1958  Ashley Cooper
- 1959  Luis Ayala

| No                                                          | Date       | Nom et lieu du tournoi              | Catégorie    | Dotation  | Surface      | Vainqueur            | Finaliste              | Score                   |         |
| ----------------------------------------------------------- | ---------- | ----------------------------------- | ------------ | --------- | ------------ | -------------------- | ---------------------- | ----------------------- | ------- |
| 1                                                           | 1960       | , Gstaad                            |              | NC $      | Terre (ext.) | Roy Emerson          | Mike Davies            | 6-4, 9-7, 6-2           |         |
| 2                                                           | 1961       | , Gstaad                            |              | NC $      | Terre (ext.) | Roy Emerson          | Luis Ayala             | 6-3, 6-1, 6-0           |         |
| 3                                                           | 1966       | , Gstaad                            |              | NC $      | Terre (ext.) | Roy Emerson          | Manuel Santana         | 5-7, 7-5, 6-3           |         |
| 4                                                           | 1967       | , Gstaad                            |              | NC $      | Terre (ext.) | Roy Emerson          | Manuel Santana         | 6-2, 8-6, 6-4           |         |
| Ère Open                                                    |            |                                     |              |           |              |                      |                        |                         |         |
| 5                                                           | 22-07-1968 | Suisse Open, Gstaad                 |              | NC $      | Terre (ext.) | Cliff Drysdale       | Tom Okker              | 6-3, 6-3, 6-0           |         |
| 6                                                           | 28-07-1969 | Suisse Open, Gstaad                 |              | NC $      | Terre (ext.) | Roy Emerson          | Tom Okker              | 6-2, 12-14, 6-4, 6-4    |         |
| 7                                                           | 20-07-1970 | Suisse Open, Gstaad                 |              | NC $      | Terre (ext.) | Tony Roche           | Tom Okker              | 7-5, 7-5, 6-3           |         |
| 8                                                           | 12-07-1971 | Suisse Open, Gstaad                 |              | NC $      | Terre (ext.) | John Newcombe        | Tom Okker              | 6-2, 5-7, 1-6, 7-5, 6-3 |         |
| 9                                                           | 17-07-1972 | Suisse Open, Gstaad                 |              | NC $      | Terre (ext.) | Andrés Gimeno        | Adriano Panatta        | 7-5, 9-8, 6-4           |         |
| 10                                                          | 16-07-1973 | Suisse Open, Gstaad                 |              | NC $      | Terre (ext.) | Ilie Năstase         | Roy Emerson            | 6-4, 6-3, 6-3           |         |
| 11                                                          | 15-07-1974 | Suisse Open, Gstaad                 |              | NC $      | Terre (ext.) | Guillermo Vilas      | Manuel Orantes         | 6-1, 6-2                |         |
| 12                                                          | 07-07-1975 | Suisse Open, Gstaad                 |              | NC $      | Terre (ext.) | Ken Rosewall         | Karl Meiler            | 6-4, 6-4, 6-3           |         |
| 13                                                          | 05-07-1976 | Suisse Open, Gstaad                 |              | 75 000 $  | Terre (ext.) | Raúl Ramírez         | Adriano Panatta        | 7-5, 6-7, 6-1, 6-3      |         |
| 14                                                          | 04-07-1977 | Suisse Open, Gstaad                 |              | 75 000 $  | Terre (ext.) | Jeff Borowiak        | Jean-François Caujolle | 2-6, 6-1, 6-3           |         |
| 15                                                          | 10-07-1978 | Suisse Open, Gstaad                 |              | 75 000 $  | Terre (ext.) | Guillermo Vilas      | José Luis Clerc        | 6-3, 7-6, 6-4           |         |
| 16                                                          | 09-07-1979 | Suisse Open, Gstaad                 |              | 75 000 $  | Terre (ext.) | Ulrich Pinner        | Peter McNamara         | 6-2, 6-4, 7-5           |         |
| 17                                                          | 07-07-1980 | Suisse Open, Gstaad                 |              | 125 000 $ | Terre (ext.) | Heinz Günthardt      | Kim Warwick            | 4-6, 6-4, 7-6           |         |
| 18                                                          | 06-07-1981 | Suisse Open, Gstaad                 |              | 125 000 $ | Terre (ext.) | Wojtek Fibak         | Yannick Noah           | 6-1, 7-6                |         |
| 19                                                          | 05-07-1982 | Suisse Open, Gstaad                 |              | 100 000 $ | Terre (ext.) | José Luis Clerc      | Guillermo Vilas        | 6-1, 6-3, 6-2           |         |
| 20                                                          | 04-07-1983 | Suisse Open, Gstaad                 |              | 100 000 $ | Terre (ext.) | Sandy Mayer          | Tomáš Šmíd             | 6-0, 6-3, 6-2           |         |
| 21                                                          | 09-07-1984 | Suisse Open, Gstaad                 |              | 100 000 $ | Terre (ext.) | Joakim Nyström       | Brian Teacher          | 6-4, 6-2                |         |
| 22                                                          | 08-07-1985 | Suisse Open, Gstaad                 |              | 150 000 $ | Terre (ext.) | Joakim Nyström       | Andreas Maurer         | 6-4, 1-6, 7-5, 6-3      |         |
| 23                                                          | 07-07-1986 | Suisse Open, Gstaad                 |              | 200 000 $ | Terre (ext.) | Stefan Edberg        | Roland Stadler         | 7-5, 4-6, 6-1, 4-6, 6-2 |         |
| 24                                                          | 06-07-1987 | Suisse Open, Gstaad                 |              | 200 000 $ | Terre (ext.) | Emilio Sánchez       | Ronald Agenor          | 6-2, 6-3, 7-6           |         |
| 25                                                          | 04-07-1988 | Suisse Open, Gstaad                 |              | 240 000 $ | Terre (ext.) | Darren Cahill        | Jakob Hlasek           | 6-3, 6-4, 7-6           |         |
| 26                                                          | 10-07-1989 | Suisse Open, Gstaad                 |              | 275 000 $ | Terre (ext.) | Carl-Uwe Steeb       | Magnus Gustafsson      | 6-7, 3-6, 6-2, 6-4, 6-2 |         |
| 27                                                          | 09-07-1990 | Suisse Open, Gstaad                 | World Series | 275 000 $ | Terre (ext.) | Martín Jaite         | Sergi Bruguera         | 6-3, 6-7, 6-2, 6-2      |         |
| 28                                                          | 08-07-1991 | Suisse Open, Gstaad                 | World Series | 275 000 $ | Terre (ext.) | Emilio Sánchez       | Sergi Bruguera         | 6-1, 6-4, 6-4           |         |
| 29                                                          | 06-07-1992 | Suisse Open, Gstaad                 | World Series | 300 000 $ | Terre (ext.) | Sergi Bruguera       | Francisco Clavet       | 6-1, 6-4                |         |
| 30                                                          | 05-07-1993 | Suisse Open, Gstaad                 | World Series | 375 000 $ | Terre (ext.) | Sergi Bruguera       | Karel Nováček          | 6-3, 6-4                |         |
| 31                                                          | 04-07-1994 | Suisse Open, Gstaad                 | World Series | 450 000 $ | Terre (ext.) | Sergi Bruguera       | Guy Forget             | 3-6, 7-5, 6-2, 6-1      |         |
| 32                                                          | 10-07-1995 | Suisse Open, Gstaad                 | World Series | 525 000 $ | Terre (ext.) | Ievgueni Kafelnikov  | Jakob Hlasek           | 6-3, 6-4, 3-6, 6-3      |         |
| 33                                                          | 08-07-1996 | Suisse Open, Gstaad                 | World Series | 525 000 $ | Terre (ext.) | Albert Costa         | Félix Mantilla         | 4-6, 7-62, 6-1, 6-0     |         |
| 34                                                          | 07-07-1997 | Suisse Open, Gstaad                 | World Series | 525 000 $ | Terre (ext.) | Félix Mantilla       | Juan Albert Viloca     | 6-1, 6-4, 6-4           |         |
| 35                                                          | 06-07-1998 | Suisse Open, Gstaad                 | Int' Series  | 525 000 $ | Terre (ext.) | Àlex Corretja        | Boris Becker           | 7-65, 7-5, 6-3          | Tableau |
| 36                                                          | 05-07-1999 | Suisse Open, Gstaad                 | Int' Series  | 525 000 $ | Terre (ext.) | Albert Costa         | Nicolás Lapentti       | 7-64, 6-3, 6-4          |         |
| 37                                                          | 10-07-2000 | UBS Open, Gstaad                    | Int' Series  | 600 000 $ | Terre (ext.) | Àlex Corretja        | Mariano Puerta         | 6-1, 6-3                |         |
| 38                                                          | 09-07-2001 | UBS Open, Gstaad                    | Int' Series  | 575 000 $ | Terre (ext.) | Jiří Novák           | Juan Carlos Ferrero    | 6-1, 65-7, 7-5          | Tableau |
| 39                                                          | 08-07-2002 | Allianz Suisse Open, Gstaad         | Int' Series  | 575 000 $ | Terre (ext.) | Àlex Corretja        | Gastón Gaudio          | 6-3, 7-63, 7-63         | Tableau |
| 40                                                          | 07-07-2003 | Allianz Suisse Open, Gstaad         | Int' Series  | 525 000 $ | Terre (ext.) | Jiří Novák           | Roger Federer          | 5-7, 6-3, 6-3, 1-6, 6-3 | Tableau |
| 41                                                          | 05-07-2004 | Allianz Suisse Open, Gstaad         | Int' Series  | 525 000 $ | Terre (ext.) | Roger Federer        | Igor Andreev           | 6-2, 6-3, 5-7, 6-3      | Tableau |
| 42                                                          | 04-07-2005 | Allianz Suisse Open, Gstaad         | Int' Series  | 470 000 $ | Terre (ext.) | Gastón Gaudio        | Stanislas Wawrinka     | 6-4, 6-4                | Tableau |
| 43                                                          | 10-07-2006 | Allianz Suisse Open, Gstaad         | Int' Series  | 470 000 $ | Terre (ext.) | Richard Gasquet      | Feliciano López        | 7-64, 63-7, 6-3, 6-3    | Tableau |
| 44                                                          | 09-07-2007 | Allianz Suisse Open, Gstaad         | Int' Series  | 471 000 $ | Terre (ext.) | Paul-Henri Mathieu   | Andreas Seppi          | 61-7, 6-4, 7-5          | Tableau |
| 45                                                          | 07-07-2008 | Allianz Suisse Open, Gstaad         | Int' Series  | 368 000 € | Terre (ext.) | Victor Hănescu       | Igor Andreev           | 6-3, 6-4                | Tableau |
| 46                                                          | 27-07-2009 | Allianz Suisse Open, Gstaad         | ATP 250      | 398 250 € | Terre (ext.) | Thomaz Bellucci      | Andreas Beck           | 6-4, 7-62               | Tableau |
| 47                                                          | 26-07-2010 | Allianz Suisse Open, Gstaad         | ATP 250      | 398 250 € | Terre (ext.) | Nicolás Almagro      | Richard Gasquet        | 7-5, 6-1                | Tableau |
| 48                                                          | 25-07-2011 | Crédit Agricole Suisse Open, Gstaad | ATP 250      | 398 250 € | Terre (ext.) | Marcel Granollers    | Fernando Verdasco      | 6-4, 3-6, 6-3           | Tableau |
| 49                                                          | 16-07-2012 | Crédit Agricole Suisse Open, Gstaad | ATP 250      | 358 425 € | Terre (ext.) | Thomaz Bellucci      | Janko Tipsarević       | 6-7, 6-4, 6-2           | Tableau |
| 50                                                          | 22-07-2013 | Crédit Agricole Suisse Open, Gstaad | ATP 250      | 410 200 € | Terre (ext.) | Mikhail Youzhny      | Robin Haase            | 6-3, 6-4                | Tableau |
| 51                                                          | 21-07-2014 | Crédit Agricole Suisse Open, Gstaad | ATP 250      | 426 605 € | Terre (ext.) | Pablo Andújar        | Juan Mónaco            | 6-3, 7-5                | Tableau |
| 52                                                          | 27-07-2015 | Swiss Open, Gstaad                  | ATP 250      | 439 405 € | Terre (ext.) | Dominic Thiem        | David Goffin           | 7-5, 6-2                | Tableau |
| 53                                                          | 18-07-2016 | J. Safra Sarasin Swiss Open, Gstaad | ATP 250      | 463 520 € | Terre (ext.) | Feliciano López      | Robin Haase            | 6-4, 7-5                | Tableau |
| 54                                                          | 24-07-2017 | J. Safra Sarasin Swiss Open, Gstaad | ATP 250      | 482 060 € | Terre (ext.) | Fabio Fognini        | Yannick Hanfmann       | 6-4, 7-5                | Tableau |
| 55                                                          | 23-07-2018 | J. Safra Sarasin Swiss Open, Gstaad | ATP 250      | 501 345 € | Terre (ext.) | Matteo Berrettini    | Roberto Bautista-Agut  | 7-69, 6-4               | Tableau |
| 56                                                          | 22-07-2019 | J. Safra Sarasin Swiss Open, Gstaad | ATP 250      | 524 340 € | Terre (ext.) | Albert Ramos-Viñolas | Cedrik-Marcel Stebe    | 6-3, 6-2                | Tableau |
| Pas de tournoi en 2020 en raison de la pandémie de Covid-19 |            |                                     |              |           |              |                      |                        |                         |         |
| 57                                                          | 19-07-2021 | Swiss Open Gstaad, Gstaad           | ATP 250      | 419 470 € | Terre (ext.) | Casper Ruud          | Hugo Gaston            | 6-3, 6-2                | Tableau |
| 58                                                          | 18-07-2022 | EFG Swiss Open Gstaad, Gstaad       | ATP 250      | 534 555 € | Terre (ext.) | Casper Ruud          | Matteo Berrettini      | 4-6, 7-64, 6-2          | Tableau |
| 59                                                          | 17-07-2023 | EFG Swiss Open Gstaad, Gstaad       | ATP 250      | 562 815 € | Terre (ext.) | Pedro Cachín         | Albert Ramos-Viñolas   | 3-6, 6-0, 7-5           | Tableau |
| 60                                                          | 15-07-2024 | EFG Swiss Open Gstaad, Gstaad       | ATP 250      | 579 320 € | Terre (ext.) | Matteo Berrettini    | Quentin Halys          | 6-3, 6-1                | Tableau |

### Double
| No                                                          | Date       | Nom et lieu du tournoi              | Catégorie    | Dotation  | Surface      | Vainqueurs                            | Finalistes                             | Score                        |         |
| ----------------------------------------------------------- | ---------- | ----------------------------------- | ------------ | --------- | ------------ | ------------------------------------- | -------------------------------------- | ---------------------------- | ------- |
| 1                                                           | 22-07-1968 | Suisse Open, Gstaad                 |              | NC $      | Terre (ext.) | John Newcombe Dennis Ralston          | Malcolm Anderson Tom Okker             | 8-10, 12-10, 12-14, 6-3, 6-3 |         |
| 2                                                           | 28-07-1969 | Suisse Open, Gstaad                 |              | NC $      | Terre (ext.) | Tom Okker Marty Riessen               | Malcolm Anderson Roy Emerson           | 6-1, 6-4                     |         |
| 3                                                           | 20-07-1970 | Suisse Open, Gstaad                 |              | NC $      | Terre (ext.) | Cliff Drysdale Roger Taylor           | Tom Okker Marty Riessen                | 6-2, 6-3, 6-2                |         |
| 4                                                           | 12-07-1971 | Suisse Open, Gstaad                 |              | NC $      | Terre (ext.) | John Alexander Phil Dent              | John Newcombe Tom Okker                | 5-7, 6-3, 6-4                |         |
| 5                                                           | 15-07-1974 | Suisse Open, Gstaad                 |              | NC $      | Terre (ext.) | José Higueras Manuel Orantes          | Roy Emerson Thomaz Koch                | 7-5, 0-6, 6-1, 9-8           |         |
| 6                                                           | 07-07-1975 | Suisse Open, Gstaad                 |              | NC $      | Terre (ext.) | Jürgen Fassbender Hans-Jürgen Pohmann | Colin Dowdeswell Ken Rosewall          | 6-4, 9-7, 6-1                |         |
| 7                                                           | 05-07-1976 | Suisse Open, Gstaad                 |              | 75 000 $  | Terre (ext.) | Jürgen Fassbender Hans-Jürgen Pohmann | Paolo Bertolucci Adriano Panatta       | 7-5, 6-3, 6-3                |         |
| 8                                                           | 04-07-1977 | Suisse Open, Gstaad                 |              | 75 000 $  | Terre (ext.) | Jürgen Fassbender Karl Meiler         | Colin Dowdeswell Bob Hewitt            | 6-4, 7-6                     |         |
| 9                                                           | 10-07-1978 | Suisse Open, Gstaad                 |              | 75 000 $  | Terre (ext.) | Mark Edmondson Tom Okker              | Bob Hewitt Kim Warwick                 | 6-4, 1-6, 6-4, 6-1           |         |
| 10                                                          | 09-07-1979 | Suisse Open, Gstaad                 |              | 75 000 $  | Terre (ext.) | Mark Edmondson John Marks             | Ion Țiriac Guillermo Vilas             | 2-6, 6-1, 6-4                |         |
| 11                                                          | 07-07-1980 | Suisse Open, Gstaad                 |              | 125 000 $ | Terre (ext.) | Colin Dowdeswell Ismail El Shafei     | Mark Edmondson Kim Warwick             | 6-4, 6-4                     |         |
| 12                                                          | 06-07-1981 | Suisse Open, Gstaad                 |              | 125 000 $ | Terre (ext.) | Heinz Günthardt Markus Günthardt      | David Carter Paul Kronk                | 6-4, 6-1                     |         |
| 13                                                          | 05-07-1982 | Suisse Open, Gstaad                 |              | 100 000 $ | Terre (ext.) | Sandy Mayer Ferdi Taygan              | Heinz Günthardt Markus Günthardt       | 6-2, 6-3                     |         |
| 14                                                          | 04-07-1983 | Suisse Open, Gstaad                 |              | 100 000 $ | Terre (ext.) | Pavel Složil Tomáš Šmíd               | Colin Dowdeswell Wojtek Fibak          | 6-7, 6-4, 6-2                |         |
| 15                                                          | 09-07-1984 | Suisse Open, Gstaad                 |              | 100 000 $ | Terre (ext.) | Heinz Günthardt Markus Günthardt      | Givaldo Barbosa João Soares            | 6-4, 3-6, 7-6                |         |
| 16                                                          | 08-07-1985 | Suisse Open, Gstaad                 |              | 150 000 $ | Terre (ext.) | Wojtek Fibak Tomáš Šmíd               | Brad Drewett Mark Edmondson            | 6-7, 6-4, 6-4                |         |
| 17                                                          | 07-07-1986 | Suisse Open, Gstaad                 |              | 200 000 $ | Terre (ext.) | Sergio Casal Emilio Sánchez           | Stefan Edberg Joakim Nyström           | 6-3, 3-6, 6-3                |         |
| 18                                                          | 06-07-1987 | Suisse Open, Gstaad                 |              | 200 000 $ | Terre (ext.) | Jan Gunnarsson Tomáš Šmíd             | Loïc Courteau Guy Forget               | 7-6, 6-2                     |         |
| 19                                                          | 04-07-1988 | Suisse Open, Gstaad                 |              | 240 000 $ | Terre (ext.) | Petr Korda Milan Šrejber              | Andrés Gómez Emilio Sánchez            | 7-6, 7-6                     |         |
| 20                                                          | 10-07-1989 | Suisse Open, Gstaad                 |              | 275 000 $ | Terre (ext.) | Cássio Motta Todd Witsken             | Petr Korda Milan Šrejber               | 6-4, 6-4                     |         |
| 21                                                          | 09-07-1990 | Suisse Open, Gstaad                 | World Series | 275 000 $ | Terre (ext.) | Sergio Casal Emilio Sánchez           | Omar Camporese Javier Sánchez          | 6-3, 3-6, 7-5                |         |
| 22                                                          | 08-07-1991 | Suisse Open, Gstaad                 | World Series | 275 000 $ | Terre (ext.) | Gary Muller Danie Visser              | Guy Forget Jakob Hlasek                | 7-6, 6-4                     |         |
| 23                                                          | 06-07-1992 | Suisse Open, Gstaad                 | World Series | 300 000 $ | Terre (ext.) | Hendrik Jan Davids Libor Pimek        | Petr Korda Cyril Suk                   | Forfait                      |         |
| 24                                                          | 05-07-1993 | Suisse Open, Gstaad                 | World Series | 375 000 $ | Terre (ext.) | Cédric Pioline Marc Rosset            | Hendrik Jan Davids Piet Norval         | 6-3, 3-6, 7-6                |         |
| 25                                                          | 04-07-1994 | Suisse Open, Gstaad                 | World Series | 450 000 $ | Terre (ext.) | Sergio Casal Emilio Sánchez           | Menno Oosting Daniel Vacek             | 7-6, 6-4                     |         |
| 26                                                          | 10-07-1995 | Suisse Open, Gstaad                 | World Series | 525 000 $ | Terre (ext.) | Luis Lobo Javier Sánchez              | Arnaud Boetsch Marc Rosset             | 6-7, 7-6, 7-6                |         |
| 27                                                          | 08-07-1996 | Suisse Open, Gstaad                 | World Series | 525 000 $ | Terre (ext.) | Jiří Novák Pavel Vízner               | Trevor Kronemann David Macpherson      | 4-6, 7-6, 7-6                |         |
| 28                                                          | 07-07-1997 | Suisse Open, Gstaad                 | World Series | 525 000 $ | Terre (ext.) | Ievgueni Kafelnikov Daniel Vacek      | Trevor Kronemann David Macpherson      | 4-6, 7-6, 6-3                |         |
| 29                                                          | 06-07-1998 | Suisse Open, Gstaad                 | Int' Series  | 525 000 $ | Terre (ext.) | Gustavo Kuerten Fernando Meligeni     | Daniel Orsanic Cyril Suk               | 6-4, 7-5                     | Tableau |
| 30                                                          | 05-07-1999 | Suisse Open, Gstaad                 | Int' Series  | 525 000 $ | Terre (ext.) | Donald Johnson Cyril Suk              | Aleksandar Kitinov Eric Taino          | 7-5, 7-64                    |         |
| 31                                                          | 10-07-2000 | UBS Open, Gstaad                    | Int' Series  | 600 000 $ | Terre (ext.) | Jiří Novák David Rikl                 | Jérôme Golmard Michael Kohlmann        | 3-6, 6-3, 6-4                |         |
| 32                                                          | 09-07-2001 | UBS Open, Gstaad                    | Int' Series  | 575 000 $ | Terre (ext.) | Roger Federer Marat Safin             | Michael Hill Jeff Tarango              | 0-1, ab.                     | Tableau |
| 33                                                          | 08-07-2002 | Allianz Suisse Open, Gstaad         | Int' Series  | 575 000 $ | Terre (ext.) | Joshua Eagle David Rikl               | Massimo Bertolini Cristian Brandi      | 7-65, 6-4                    | Tableau |
| 34                                                          | 07-07-2003 | Allianz Suisse Open, Gstaad         | Int' Series  | 525 000 $ | Terre (ext.) | Leander Paes David Rikl               | František Čermák Leoš Friedl           | 6-3, 6-3                     | Tableau |
| 35                                                          | 05-07-2004 | Allianz Suisse Open, Gstaad         | Int' Series  | 525 000 $ | Terre (ext.) | Leander Paes David Rikl               | Marc Rosset Stanislas Wawrinka         | 6-4, 6-2                     | Tableau |
| 36                                                          | 04-07-2005 | Allianz Suisse Open, Gstaad         | Int' Series  | 470 000 $ | Terre (ext.) | František Čermák Leoš Friedl          | Michael Kohlmann Rainer Schüttler      | 7-66, 7-611                  | Tableau |
| 37                                                          | 10-07-2006 | Allianz Suisse Open, Gstaad         | Int' Series  | 470 000 $ | Terre (ext.) | Andrei Pavel Jiří Novák               | Marco Chiudinelli Jean-Claude Scherrer | 6-3, 6-1                     | Tableau |
| 38                                                          | 09-07-2007 | Allianz Suisse Open, Gstaad         | Int' Series  | 471 000 $ | Terre (ext.) | František Čermák Pavel Vízner         | Marc Gicquel Florent Serra             | 5-7, 7-5, [10-7]             | Tableau |
| 39                                                          | 07-07-2008 | Allianz Suisse Open, Gstaad         | Int' Series  | 368 000 € | Terre (ext.) | Jaroslav Levinský Filip Polášek       | Stéphane Bohli Stanislas Wawrinka      | 3-6, 6-2, [11-9]             | Tableau |
| 40                                                          | 27-07-2009 | Allianz Suisse Open, Gstaad         | ATP 250      | 398 250 € | Terre (ext.) | Marco Chiudinelli Michael Lammer      | Jaroslav Levinský Filip Polášek        | 7-5, 6-3                     | Tableau |
| 41                                                          | 26-07-2010 | Allianz Suisse Open, Gstaad         | ATP 250      | 398 250 € | Terre (ext.) | Johan Brunström Jarkko Nieminen       | Marcelo Melo Bruno Soares              | 6-3, 64-7, [11-9]            | Tableau |
| 42                                                          | 25-07-2011 | Crédit Agricole Suisse Open, Gstaad | ATP 250      | 398 250 € | Terre (ext.) | František Čermák Filip Polášek        | Christopher Kas Alexander Peya         | 6-3, 7-67                    | Tableau |
| 43                                                          | 16-07-2012 | Crédit Agricole Suisse Open, Gstaad | ATP 250      | 358 425 € | Terre (ext.) | Marcel Granollers Marc López          | Robert Farah Santiago Giraldo          | 6-4, 7-69                    | Tableau |
| 44                                                          | 22-07-2013 | Crédit Agricole Suisse Open, Gstaad | ATP 250      | 410 200 € | Terre (ext.) | Jamie Murray John Peers               | Pablo Andújar Guillermo García-López   | 6-3, 6-4                     | Tableau |
| 45                                                          | 21-07-2014 | Crédit Agricole Suisse Open, Gstaad | ATP 250      | 426 605 € | Terre (ext.) | Andre Begemann Robin Haase            | Rameez Junaid Michal Mertiňák          | 6-3, 6-4                     | Tableau |
| 46                                                          | 27-07-2015 | Swiss Open, Gstaad                  | ATP 250      | 439 405 € | Terre (ext.) | Alexander Bury Denis Istomin          | Oliver Marach Aisam-Ul-Haq Qureshi     | 3-6, 6-2, [10-5]             | Tableau |
| 47                                                          | 18-07-2016 | J. Safra Sarasin Swiss Open, Gstaad | ATP 250      | 463 520 € | Terre (ext.) | Julio Peralta Horacio Zeballos        | Mate Pavić Michael Venus               | 7-62, 6-2                    | Tableau |
| 48                                                          | 24-07-2017 | J. Safra Sarasin Swiss Open, Gstaad | ATP 250      | 482 060 € | Terre (ext.) | Oliver Marach Philipp Oswald          | Jonathan Eysseric Franko Škugor        | 6-3, 4-6, [10-8]             | Tableau |
| 49                                                          | 23-07-2018 | J. Safra Sarasin Swiss Open, Gstaad | ATP 250      | 501 345 € | Terre (ext.) | Matteo Berrettini Daniele Bracciali   | Denys Molchanov Igor Zelenay           | 7-62, 7-65                   | Tableau |
| 50                                                          | 22-07-2019 | J. Safra Sarasin Swiss Open, Gstaad | ATP 250      | 524 340 € | Terre (ext.) | Sander Gillé Joran Vliegen            | Philipp Oswald Filip Polášek           | 6-4, 6-3                     | Tableau |
| Pas de tournoi en 2020 en raison de la pandémie de Covid-19 |            |                                     |              |           |              |                                       |                                        |                              |         |
| 51                                                          | 19-07-2021 | Swiss Open Gstaad, Gstaad           | ATP 250      | 419 470 € | Terre (ext.) | Marc-Andrea Hüsler Dominic Stricker   | Szymon Walków Jan Zieliński            | 6-1, 7-67                    | Tableau |
| 52                                                          | 18-07-2022 | EFG Swiss Open Gstaad, Gstaad       | ATP 250      | 534 555 € | Terre (ext.) | Tomislav Brkić Francisco Cabral       | Robin Haase Philipp Oswald             | 6-4, 6-4                     | Tableau |
| 53                                                          | 17-07-2023 | EFG Swiss Open Gstaad, Gstaad       | ATP 250      | 562 815 € | Terre (ext.) | Dominic Stricker Stanislas Wawrinka   | Marcelo Demoliner Matwé Middelkoop     | 7-68, 6-2                    | Tableau |
| 54                                                          | 15-07-2024 | EFG Swiss Open Gstaad, Gstaad       | ATP 250      | 579 320 € | Terre (ext.) | Yuki Bhambri Albano Olivetti          | Ugo Humbert Fabrice Martin             | 3-6, 6-3, [10-6]             | Tableau |